# Treat People with Kindness
"Treat People with Kindness" é uma canção do cantor britânico Harry Styles, gravada para seu segundo álbum Fine Line (2019). Styles escreveu a canção com Ilsey Juber e o produtor Jeff Bhasker. A canção foi enviada para rádios adult contemporary do Reino Unido em 9 de janeiro de 2021, servindo como o sexto single do álbum.

## Antecedentes
Inicialmente, Styles usava a sigla "TPWK" ("Treat People with Kindness") em um crachá em seu violão e em mercadorias da sua turnê de estreia autointitulada, incluindo camisetas vendidas para arrecadar fundos para GLSEN. Isso deu a Styles a ideia de escrever uma canção intitulada "Treat People with Kindness", que é a décima primeira faixa de seu segundo álbum de estúdio, Fine Line. Foi escrita durante o final das sessões de gravações do Fine Line com o produtor colaborador frequente Jeff Bhasker e a compositora Ilsey Juber.
As vocalistas de Lucius, Jess Wolfe e Holly Laessig, foram convidadas ao estúdio para trabalhar com Styles em uma canção diferente; durante suas sessões, Styles pediu que cantassem na gravação instrumental. Styles viria a gravar seus vocais. Conforme observado por Lucius, os vocais femininos são uma característica central da canção; em uma entrevista não relacionada ao Los Angeles Times em 2022, a dupla afirmou que pediu a Styles para serem creditadas como artista convidada depois de saber o quão proeminente eles apareceram na canção.

## Videoclipe
O videoclipe de "Treat People with Kindness" foi dirigido por Gabe e Ben Turner e foi lançado em 1 de janeiro de 2021. O vídeo contém participação da atriz e escritora britânica Phoebe Waller-Bridge.

## Prêmios e indicações
| Ano  | Prêmio                 | Categoria           | Resultado | Ref.   |
| ---- | ---------------------- | ------------------- | --------- | ------ |
| 2021 | MTV Video Music Awards | Melhor Vídeo de Pop | Indicado  | [ 16 ] |
| 2021 | MTV Video Music Awards | Melhor Coreografia  | Venceu    | [ 16 ] |
| 2021 | MTV Video Music Awards | Melhor Edição       | Indicado  | [ 16 ] |

## Desempenho nas paradas musicais

### Paradas semanais
| Parada (2019–2021)                              | Melhor posição |
| ----------------------------------------------- | -------------- |
| Bélgica (Ultratop 50 de Flandres)               | 50             |
| Croácia (HRT)                                   | 46             |
| Estados Unidos (Bubbling Under Hot 100 Singles) | 18             |
| Irlanda (IRMA)                                  | 73             |
| Lituânia (AGATA)                                | 90             |
| Nova Zelândia (Hot 40 Singles)                  | 8              |
| Reino Unido (Singles Downloads Chart)           | 27             |

## Certificações
| Região                                                        | Certificação | Vendas   |
| ------------------------------------------------------------- | ------------ | -------- |
| México (AMPROFON)                                             | Ouro         | 30.000‡  |
| Estados Unidos (RIAA)                                         | Ouro         | 500,000‡ |
| ‡ Vendas+valores de streaming baseados apenas na certificação |              |          |

## Histórico de lançamento
| Região      | Data                 | Formato(s)                | Gravadora        | Ref.   |
| ----------- | -------------------- | ------------------------- | ---------------- | ------ |
| Reino Unido | 9 de janeiro de 2021 | Rádios adult contemporary | Erskine Columbia | [ 26 ] |